# Miklavčevo
Miklavčevo (nemško Miklauzhof) je zaselek, ki leži na nadmorski višini 512 mnm, okoli 1,5 km pred Žitaro vasjo ob glavni cesti Železna Kapla - Velikovec v Podjuni Celovški kotlini.
Južno, okoli 2,5 km, od Miklavčevega  je vas Reberca (Rechberg) z razvalinami gradu
Hohenrechberg in tovarno celuloze, ki pa je zaradi zahtev okoljevarstvenikov prenehala obratovati. Kraji v okolici Miklavčevega so še: Žitara vas (Sittersdorf), Podkajna vas (Wildenstein)-1,5 km, Tihoja (Tichoja)-8 km, Globasnica (Globasnitz)-13 km. V Miklavčevem je odcep ceste proti 31 km oddaljenim Borovljam